# Logatec
Logatec (en allemand : Loitsch ; en italien : Longatico, du latin : Longaticum) est une commune de Slovénie localisée au centre de la région dénommée Carniole-Intérieure entre les localités de Ljubljana et de Postojna.

## Géographie

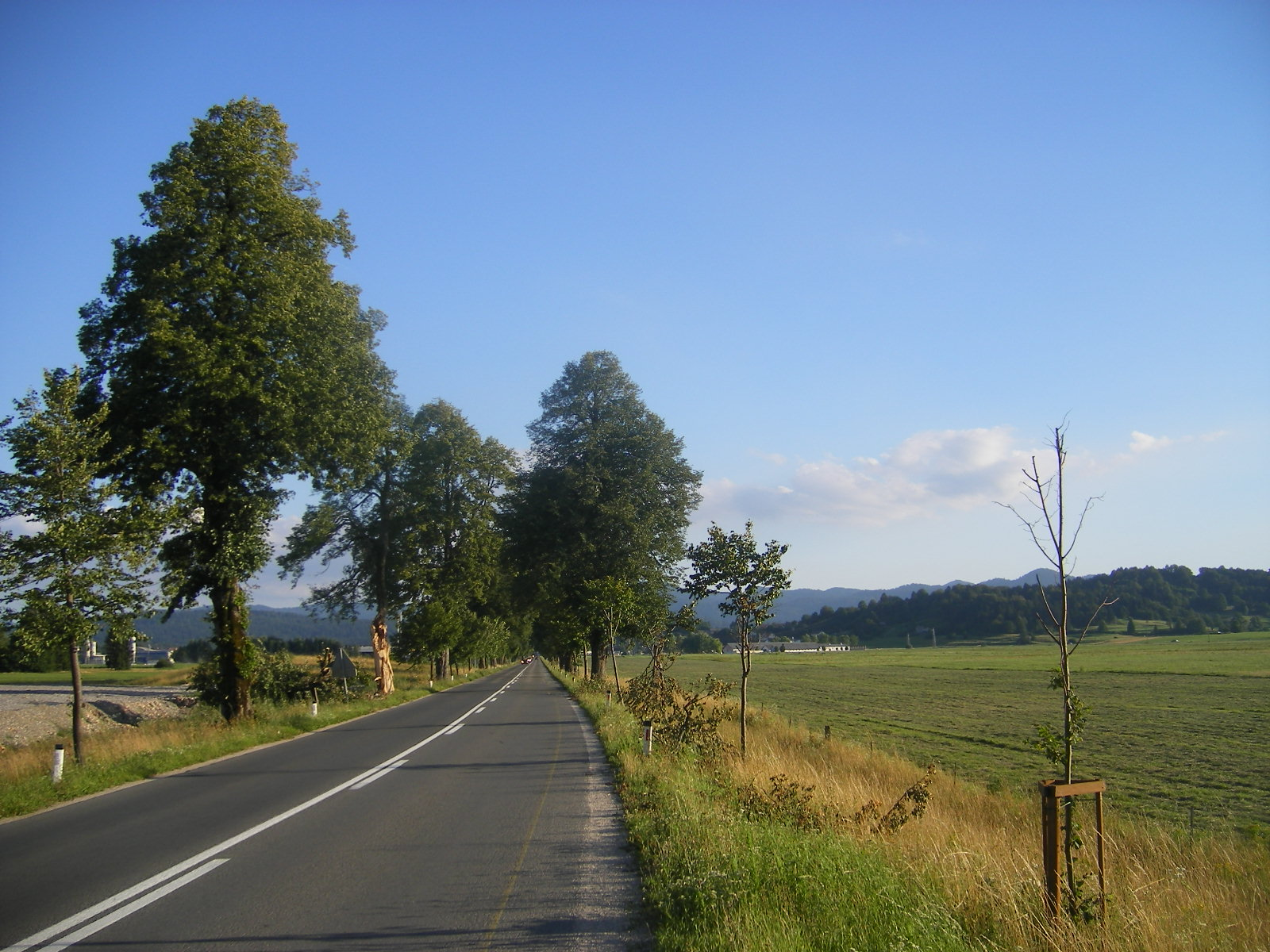
Avenue Napoléon dans la plaine de Logatec.

La ville de Logatec se situe dans une dépression karstique (Poljé), approximativement au centre de la région historique de Carniole-Intérieure (Notranjska). Elle est localisée à proximité de l'autoroute A1 qui relie la capitale Ljubljana au Littoral slovène et à la ville italienne de Trieste. Le territoire communal s'étend sur le plateau du Karst qui appartient à la partie septentrionale des Alpes dinariques.

### Villages
Les villages qui composent la commune sont : Grčarevec, Hleviše, Hlevni Vrh, Hotedršica, Jakovica, Kalce, Lavrovec, Laze, Logatec, Medvedje Brdo, Novi, Svet, Petkovec, Praprotno Brdo, Ravnik pri Hotedršici, Rovtarske Žibrše, Rovte, Vrh sv. Treh Kraljev, Zaplana et Žibrše.

### Sites
Sur la commune de Logatec existent de nombreuses grottes et autres phénomènes karstiques remarquables, dont la grande doline de Laška Kukava

## Histoire[2]

### Préhistoire
La route de l'ambre, qui reliait dès l'Âge du bronze la péninsule des Apennins à l'Europe continentale et aux Balkans, passait par le bassin de Logatec. C’est en effet le passage le plus aisé entre le nord de l’Adriatique et la Slovénie centrale, menant au-dessus du col de Razdrto (Ocra) et à travers le bassin de Pivka, Planinsko polje et le bassin de Logatec vers le bassin de Ljubljana. 
Deux ateliers de pierre taillées  sont le témoignage  le plus ancien de l’occupation du bassin de Logatec (à la périphérie de Pusto polje à l'ouest d'Ostri vrh et de Vodice près de Kalce). Ces traces qui remontent au Paléolithique sont complétées par des pointes de flèches en quartz découvertes à la base des collines de  Ženček (fin de l'Âge de pierre - début de l'Âge du bronze). 
La première preuve de l'établissement permanent d’une population a été découverte à Zapolje au pied de la colline Smrekovec dans la partie nord-est du bassin, où cette colonie modeste est restée (milieu à fin de l'Âge du bronze).
À l'Âge du fer, la zone du bassin de Logatec appartenait au territoire du groupe Notranjska (Carniole-Intérieure). Dans cette période, les zones surélevées le long des bords du bassin ont été occupées afin d'assurer le contrôle des passages à proximité. Les restes de trois fortifications de collines de cette période sont connues : le fort Strmica au-dessus de Zaplana, qui était situé près du passage vers les marais de la Ljubljansko barje dans le nord-est du bassin, le fort Brst nad Martinj sur la colline au sud du bassin, au passage vers Champ de montagne et le fort de Velika Bukva au-dessus de Gorenji Logatec à l'ouest, au passage vers la vallée d'Idrijca.
Plusieurs établissements de la période de l'Âge du fer ont également été découverts notamment près de la colline de Ženček. Une grande quantité de poteries de l'Âge du fer a également été trouvée sur le site de Jačka dans le centre de Dolenji Logatec. Cela indique que la zone de plaine centrale du bassin a été intensivement habitée pendant cette période également. Selon le résultat des fouilles du fort de Velika Bukva, au moins certains sites préhistoriques sont restés peuplés jusqu’à l'arrivée des Romains à la fin du Ier siècle av. J.-C.

### Antiquité
Les Romains ont tout naturellement repris le parcours existant de la route de l'ambre depuis Emona jusqu'à Aquileia pour en faire une voie peut-être nommée via Gemina. 
Les plus anciens vestiges romains ont été découverts sur le Gasilski dom (près de la caserne des pompiers). Il s'agit des restes d'un bâtiment en bois avec dallage de mortier et plusieurs cheminées, datés à la période augustéenne-tibérienne. 
Le bassin de Logatec s'est imposé comme halte (à 19 milles d'Emona), au pied du col (Ad Pirum) et de Castra (Castra ad Fluvium Frigidum), autre possible mansio. C'est la mansio Longatico.
La Tabula Peutingeriana fait figurer le nom Longatico le long de la route Aquileia – Emona, entre In Alpe Iulia (Hrušica, Lanišče ou la région plus large de Kalce) et Nauporte (Vrhnika). Longaticum est également mentionné dans  l'Itinerarium Antonini de la fin du IIIe siècle, la station est indiquée comme étant entre Fluvio Frigido (Ajdovščina) et Hennoma civitas (Emona) et dans l'Itinerarium Burdigalense entre ad Pirum summas Alpes (Hrušica) et la mutatio Ad nonum (près de Log pri Brezovici).
L'archéologue Marko Frelih suppose que c'est le bâtiment dont les fondations ont été excavées dans la zone du terrain de jeu actuel sous le Narodni dom. Cette gare routière était située à proximité du carrefour entre la route de l'itinéraire et l'ancienne route menant au col de l'Ocra (vers Postojna).
La découverte de pièces romaines dans des fouilles atteste que la route est restée en fonction jusqu'aux IIIe et IVe siècles.
À la fin de la période romaine, le bassin de Logatec eut un rôle stratégique au sein des Claustra Alpium Iuliarum qui s'étendait entre la baie de Kvarner au sud et la vallée de Bača au nord. La partie centrale du système était située dans les environs du bassin de Logatec, où trois lignes consécutives de fortifications, défendaient le passage le long de la route menant en Italie. 
L'abandon de Longaticum fut la conséquence des événements politiques turbulents à la fin du IVe siècle et au début du Ve siècle, la lutte acharnée pour le pouvoir conduisant à la décadence de l'Empire romain. Une bataille décisive eut lieu aux abords du bassin de Logatec en raison de sa situation à la frontière de l'Italie : la bataille de Frigidus en 394 entre l'usurpateur Eugène et Théodose. Peu de temps après, dans les années 401 et 408, les Goths occidentaux sous Alaric passèrent par Logatec en route pour l’Italie. Selon les écrivains romains, le système de fortifications militaires des Alpes n'était plus opérationnel à ce moment-là, attestant de la désintégration des structures politiques et économiques de l'État romain et conduisant au retrait de la population des colonies romaines  éloignées des principales voies de circulation.

### Au-delà

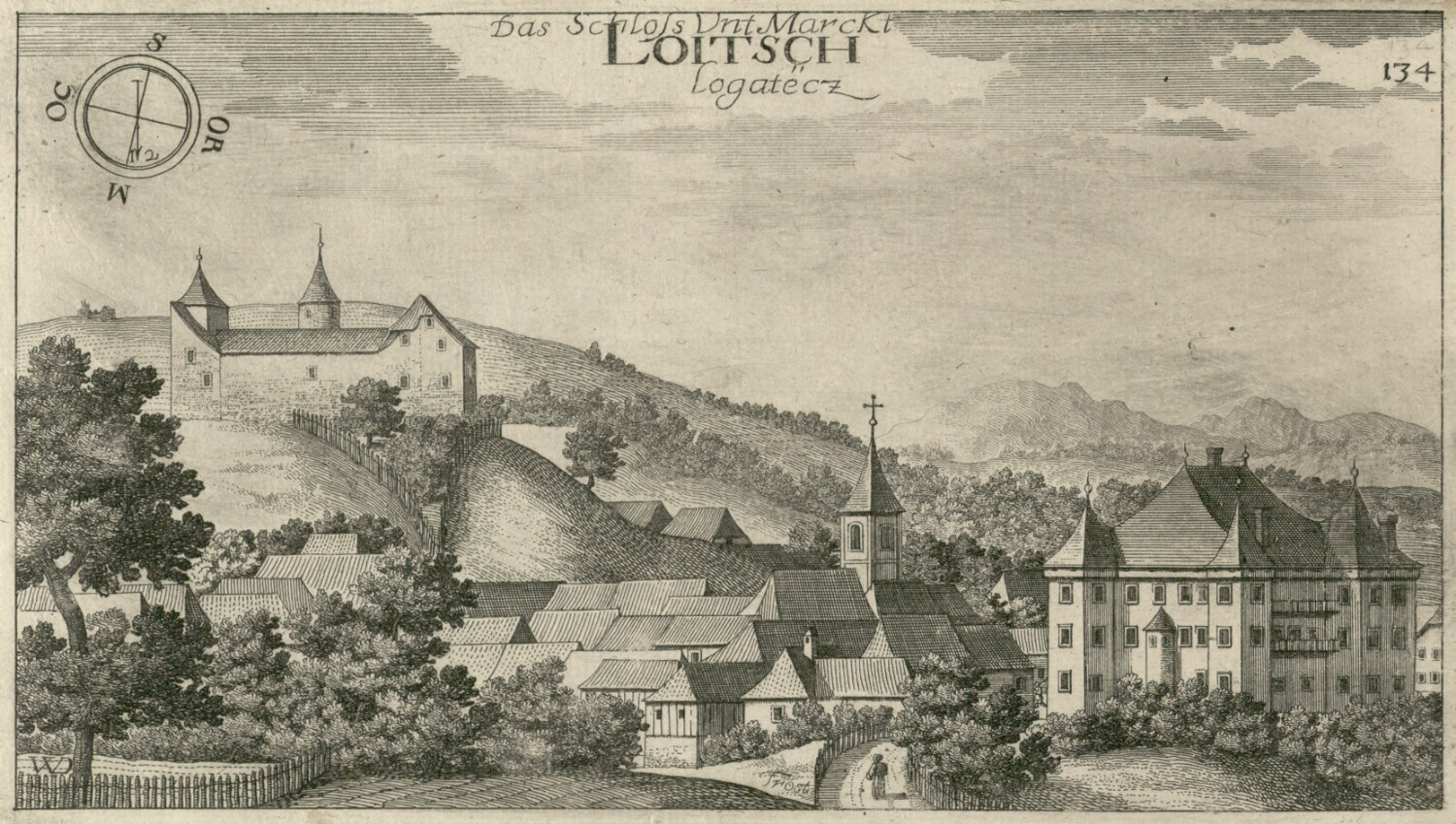
Château et cité de Loitsch, Janez Vajkard Valvasor (1679).

La zone a conservé son rôle de transit sur la route reliant l'intérieur de la Carniole à la côte Adriatique. En plus de la route Aquileia-Emona, une autre route reliait la ville de Trieste. Le château de Logatec, sur la route commerciale, remonte à la période médiévale ; plus tard, il fut la propriété de la famille de Windisch-Graetz.
À l'ère de l'empire d'Autriche, Logatec se trouva aussi sur la voie de chemin de fer de la Südbahn en provenance de Vienne et allant jusqu'à la côte. La région fit en effet partie de l'empire austro-hongrois durant une longue période et cela jusque 1918. La commune de Loitsch, puis Unter Loitsch-Dolenji Logatec, fait partie de la Cisleithanie après le compromis de 1867, chef-lieu du district de Loitsch, l'un des 11 Bezirkshauptmannschaften dans le duché de Carniole.
Les habitants vivaient ainsi du transport et étaient dénommés les furmani (en référence au mot allemand Fuhrmann qui pourrait se traduire par les « transporteurs »). 
La commune a connu un essor industriel et démographique après la construction de l'autoroute A1 qui relie la capitale Ljubljana au littoral slovène.
La localité de Logatec a été formée à la suite du rassemblement des anciens villages de Dolenja vas, Mandrge, Čevica, Martinj hrib, Brod, Blekova vas, Cerkovska vas et Gorenja vas.

## Démographie
Entre 1999 et 2021, la population de la commune de Logatec a constamment augmenté pour atteindre un peu moins de 15 000 habitants,.
Évolution démographique
| 1999   | 2000   | 2001   | 2002   | 2003   | 2004   | 2005   | 2006   | 2007   |
| ------ | ------ | ------ | ------ | ------ | ------ | ------ | ------ | ------ |
| 10 885 | 11 036 | 11 164 | 11 338 | 11 464 | 11 574 | 11 741 | 12 015 | 12 298 |
| 2008   | 2009   | 2010   | 2011   | 2012   | 2013   | 2014   | 2015   | 2016   |
| 12 595 | 12 757 | 13 111 | 13 234 | 13 424 | 13 694 | 13 703 | 13 763 | 13 752 |
| 2017   | 2018   | 2019   | 2020   | 2021   |        |        |        |        |
| 13 802 | 13 976 | 14 150 | 14 396 | 14 681 |        |        |        |        |

## Tourisme
La région est principalement recouverte de forêts et est reconnue pour la randonnée et la pratique du vélo.